# Миларепа (фильм)
«Миларепа» (тиб. མི་ལ་རས་པ་) — художественный фильм на тибетском языке, снятый в 2006 году. Съёмки фильма производились в долине Спити, расположенной в регионе Занскар в Гималаях.
Режиссёром фильма является Нетен Чоклинг, лама из Западного Бутана, который раньше работал с Кхьенце Норбу в фильмах «Кубок» и «Маги и странники».
Фильм стал известен во многих странах благодаря возвращению на большой экран актрисы Лхакпа Цамчо, в фильме она сыграла второстепенную роль тёти молодого Миларепы.
Премьера в России — 2 июня 2011 года.

## Сюжет
Фильм рассказывает о легендарном буддийском мистике и учителе тибетского буддизма Миларепе (1052—1135), который является одним из самых известных тибетских святых. Фильм сочетает в себе биографию, мифологию, приключения, историю и драму.